# 莱奥·莱克斯纳
莱奥·莱克斯纳（Leo Leixner，1908年—1942年8月14日）是一位奥地利新闻记者、战地记者。他的代表著作是《从伦贝格到波尔多》（Von Lemberg bis Bordeaux）——一部关于1939-1940年间发生在波兰、低地国家以及法国的战事的一手史料书籍。
1942年8月14日，莱克斯纳在克拉斯诺达尔-库班阵亡，當時他在乘充气艇渡过庫班河时被打穿了脑袋。他于死亡当日获颁一级鐵十字勳章。